# Documenta

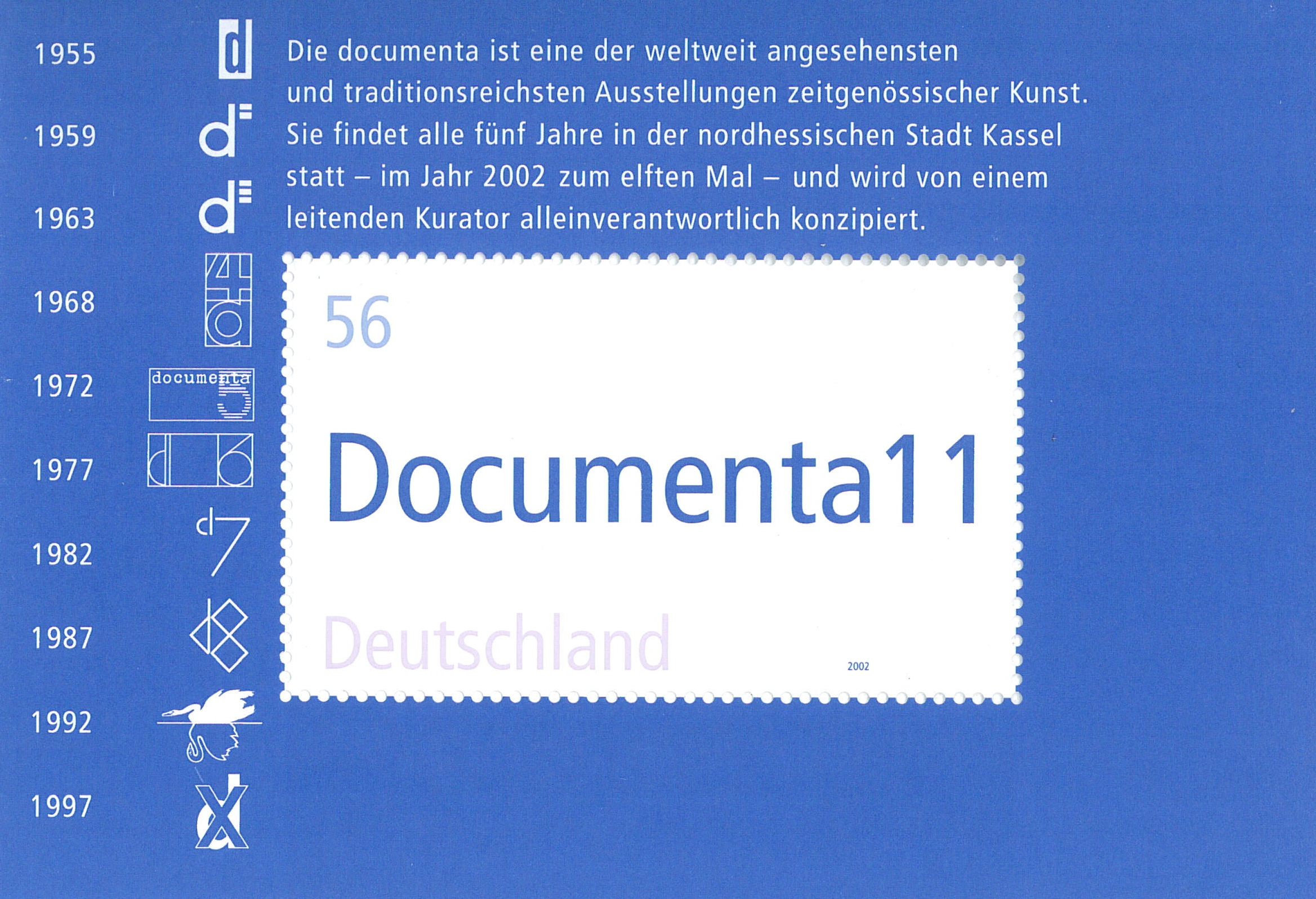
Francobollo del 2002 che mostra i loghi di tutte le edizioni di documenta del Novecento.

documenta (con la "d" minuscola) è una delle più importanti manifestazioni internazionali d'arte contemporanea europee, che si tiene con cadenza quinquennale nella città tedesca di Kassel, nell'Assia settentrionale.
È stata inaugurata da Arnold Bode nel 1955 come parte della Bundesgartenschau, la mostra di giardinaggio della Repubblica Federale Tedesca che in quel periodo si stava appunto svolgendo a Kassel. Questa prima edizione di "documenta" fu, contrariamente alle aspettative, un successo considerevole, poiché coinvolse molti degli artisti, che al giorno d'oggi sono considerati maggiormente significativi nel panorama dell'arte moderna e contemporanea, come Pablo Picasso e Vasilij Kandinskij.
Tuttora considerata tra le rassegne più prestigiose al mondo, continua ad offrire un'importante vetrina sull'arte contemporanea di tutti i continenti. Assieme alla Biennale di Venezia e a Manifesta è tutt'oggi considerata una delle manifestazioni, che meglio riesce a descrivere il panorama delle nuove tendenze artistiche nel mondo.

## Edizioni

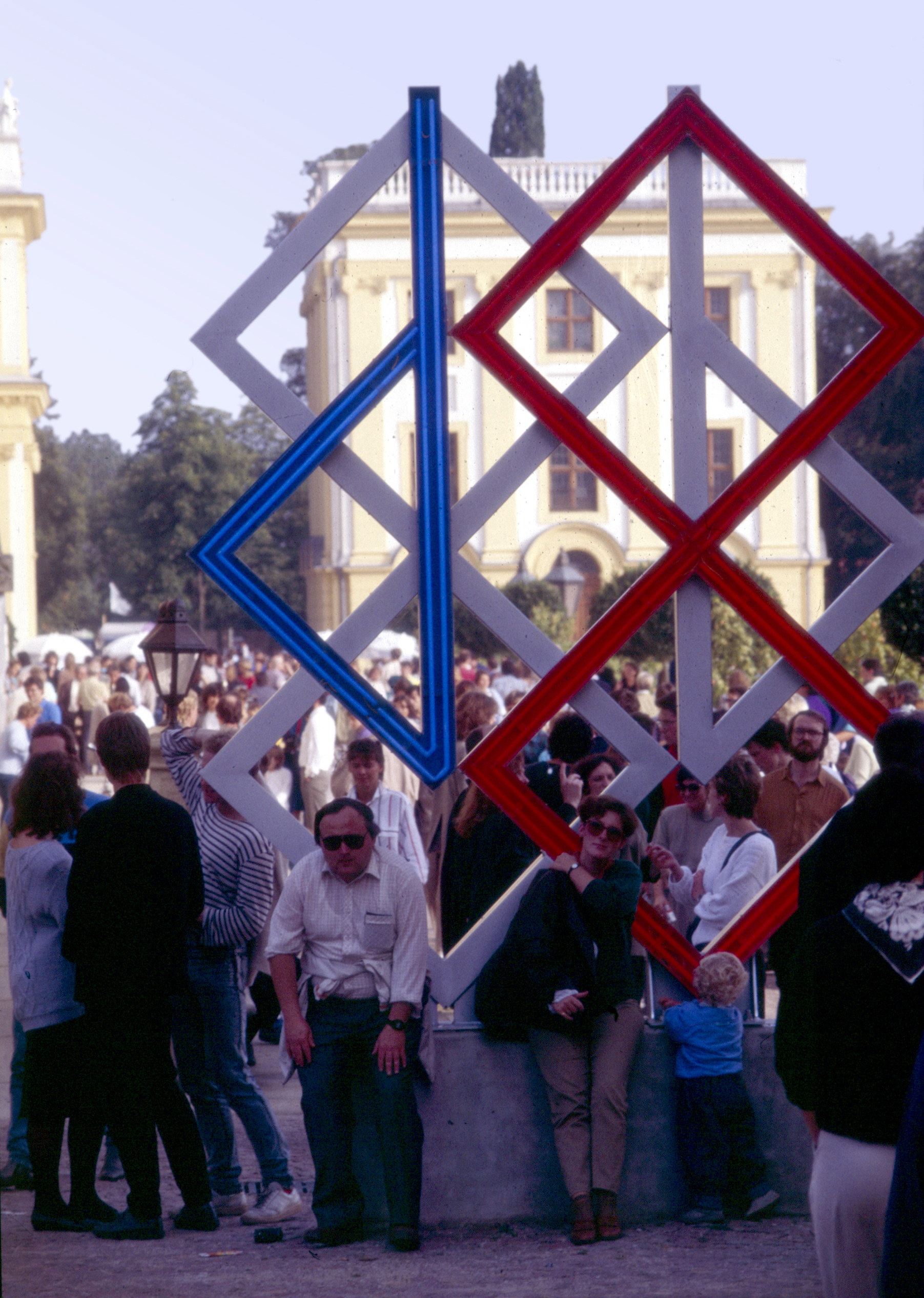
Il logo e l'entrata di documenta 8, agosto 1987. (serie di foto di Gerd Eichmann)

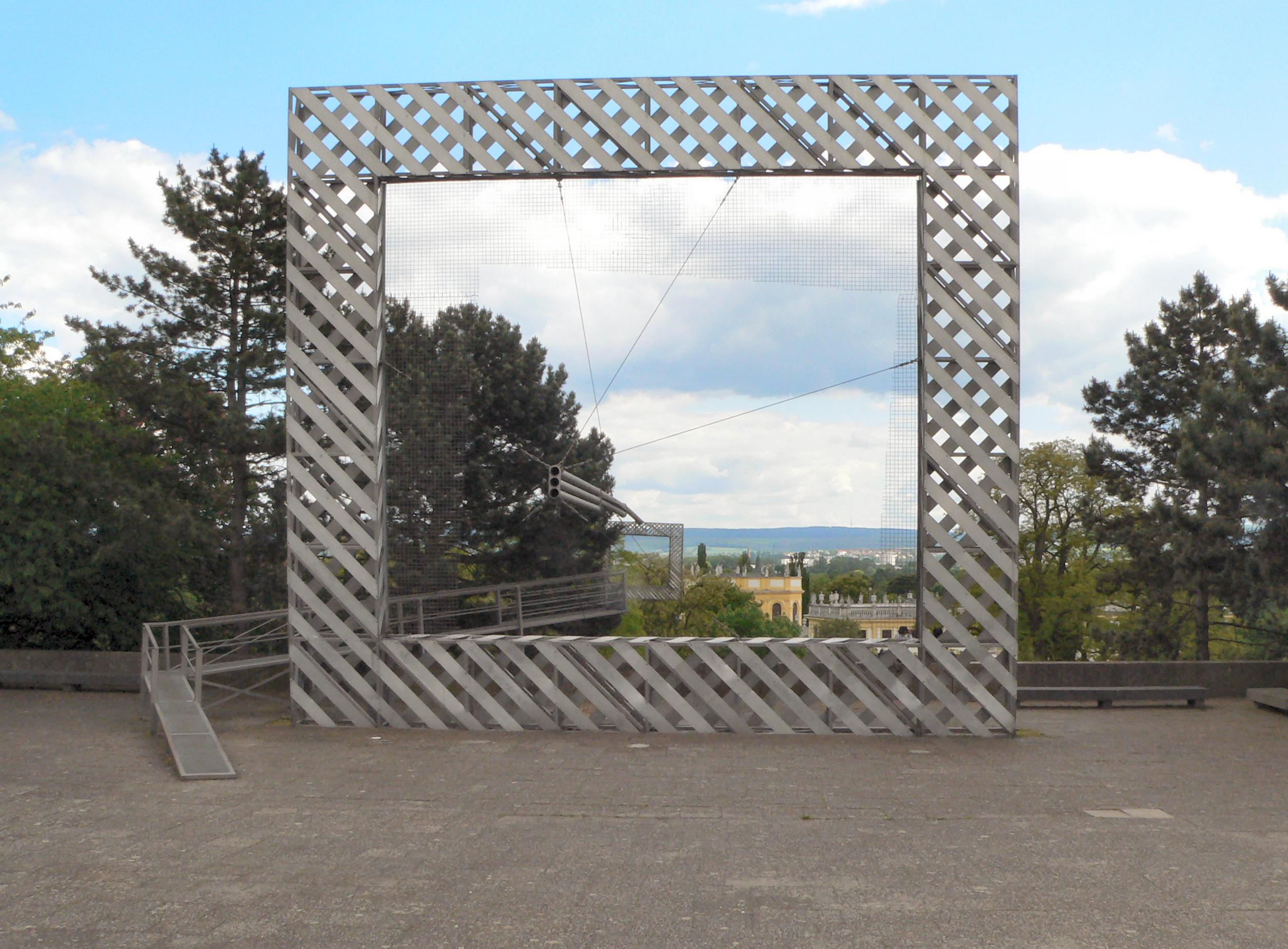
Il Rahmenbau costruito per la documenta 6 (1977).

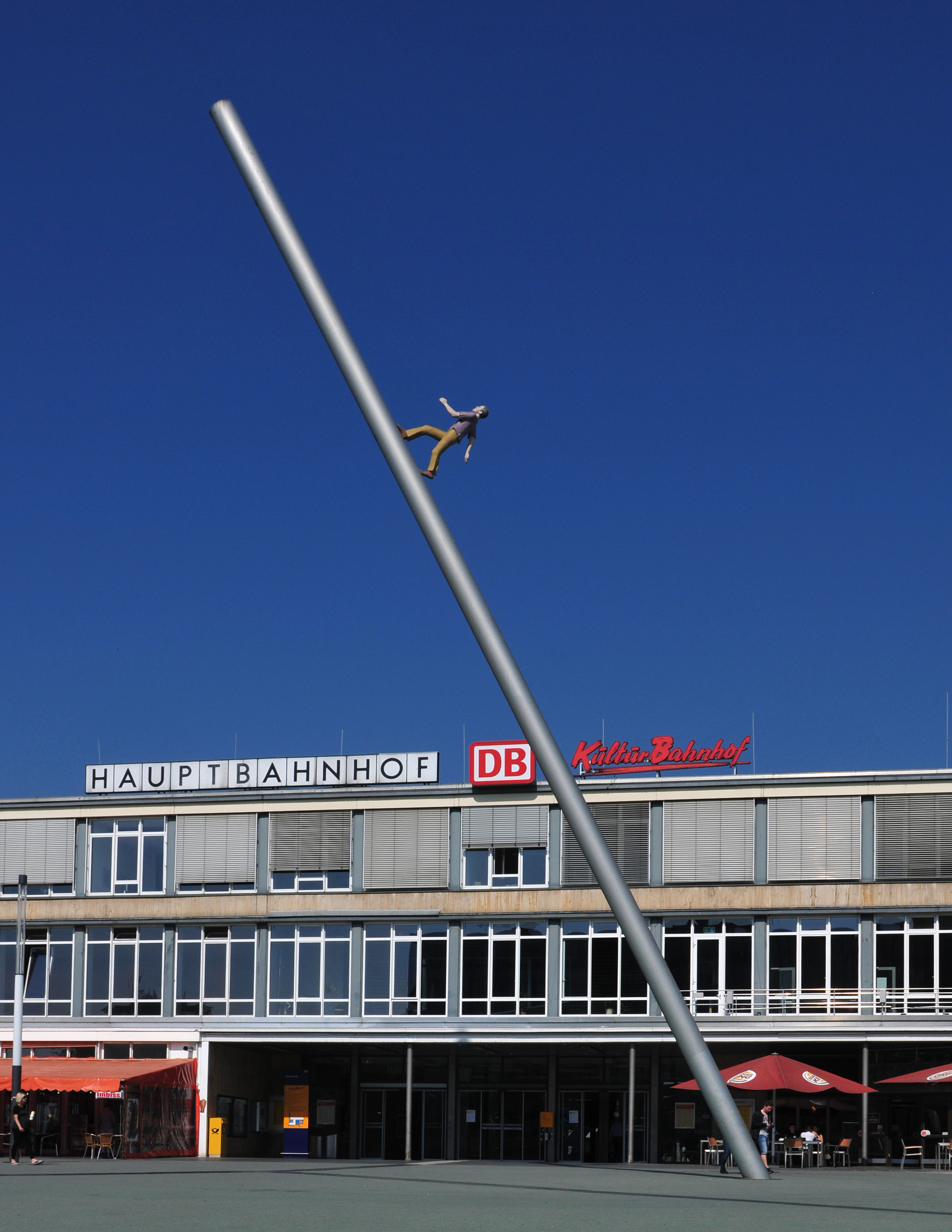
L'Himmelsstürmer costruito per documenta IX di Jonathan Borofsky (1992).

Di seguito vengono elencate le varie edizioni tenutesi dal 1955 ad oggi, con specificati i rispettivi curatori:
- documenta 1, dal 16 luglio al 18 settembre 1955, direttori artistici: Arnold Bode, Werner Haftmann;
- documenta 2, dall'11 luglio all'11 ottobre 1959, direttori artistici: Arnold Bode, Werner Haftmann;
- documenta 3, dal 27 giugno al 5 ottobre 1964, direttori artistici: Arnold Bode, Werner Haftmann;
- documenta 4, dal 27 giugno al 6 ottobre 1968, direttore artistico: Arnold Bode;
- documenta 5, dal 30 giugno all'8 ottobre 1972, direttore artistico: Harald Szeemann;
- documenta 6, dal 24 giugno al 2 ottobre 1977, direttore artistico: Manfred Schneckenburger;
- documenta 7, dal 19 giugno al 28 settembre 1982, direttore artistico: Rudi Fuchs;
- documenta 8, dal 12 giugno al 20 settembre 1987, direttore artistico: Manfred Schneckenburger;
- documenta 9, dal 13 giugno al 20 settembre 1992, direttore artistico: Jan Hoet;
- documenta 10, dal 21 giugno al 28 settembre 1997, direttore artistico: Catherine David;
- documenta 11, dall'8 giugno al 15 settembre 2002, direttore artistico: Okwui Enwezor;
- documenta 12, dal 16 giugno al 23 settembre 2007, direttore artistico: Roger M. Buergel;
- documenta 13, dal 9 giugno al 16 settembre 2012, direttore artistico: Carolyn Christov-Bakargiev;
- documenta 14, dall'8 aprile al 16 luglio 2017 ad Atene; dal 10 giugno al 17 settembre 2017 a Kassel, direttore artistico: Adam Szymczyk;
- documenta 15, dal 18 giugno al 25 settembre 2022, direttori artistici: ruangrupa;

|               | ANNO | DIRETTORE                    | ARTISTI | OPERE ESPOSTE | VISITATORI                   |
| ------------- | ---- | ---------------------------- | ------- | ------------- | ---------------------------- |
| documenta     | 1955 | Arnold Bode                  | 148     | 670           | 130 000                      |
| documenta II  | 1959 | Arnold Bode, Werner Haftmann | 392     | 1 770         | 134 000                      |
| documenta III | 1964 | Arnold Bode, Werner Haftmann | 280     | 1 450         | 200 000                      |
| 4. documenta  | 1968 | documenta-Rat                | 150     | 1 000         | 220 000                      |
| documenta 5   | 1972 | Harald Szeemann              | 218     | 820           | 228 621                      |
| documenta 6   | 1977 | Manfred Schneckenburger      | 622     | 2 700         | 343 410                      |
| documenta 7   | 1982 | Rudi Fuchs                   | 182     | 1 000         | 378 691                      |
| documenta 8   | 1987 | Manfred Schneckenburger      | 150     | 600           | 474 417                      |
| DOCUMENTA IX  | 1992 | Jan Hoet                     | 189     | 1 000         | 603 456                      |
| documenta X   | 1997 | Catherine David              | 120     | 700           | 628 776                      |
| Documenta11   | 2002 | Okwui Enwezor                | 118     | 450           | 650 924                      |
| documenta 12  | 2007 | Roger-Martin Buergel         | 114     | oltre 500     | 754 301                      |
| documenta 13  | 2012 | Carolyn Christov-Bakargiev   | 187     |               | 860 000                      |
| documenta 14  | 2017 | Adam Szymczyk                | 163     | 1500          | Atene 339 000 Kassel 891 500 |
| documenta 15  | 2022 | ruangrupa                    | 67      |               |                              |